# Trichogramma chilonis
Trichogramma chilonis är en stekelart som beskrevs av Ishii 1941. Trichogramma chilonis ingår i släktet Trichogramma och familjen hårstrimsteklar. Inga underarter finns listade i Catalogue of Life.